# Penny Fuller
Penny Fuller (* 21. Juli 1940 in Durham, North Carolina) ist eine US-amerikanische Schauspielerin.

## Leben
Fuller besuchte die Northwestern University in Illinois, bevor sie nach New York umzog, um dort einer Schauspielkarriere nachzugehen. 1962 hatte sie ihren ersten Auftritt am Broadway in der Produktion The Moon Besieged, welche jedoch nur ein einziges Mal aufgeführt wurde. Ab dem darauf folgenden Jahr bis 1967 war sie die Ersatzbesetzung für Hauptdarstellerin Elizabeth Ashley in Neil Simons Barfuß im Park sowie von 1966 bis 1969 die Ersatzbesetzung der Figur Sally Bowles  in Cabaret. Zwischen 1970 und 1972 spielte sie an der Seite von Lauren Bacall in der Musicalversion von Alles über Eva. Für ihre Leistungen am Theater wurde sie fünf Mal für den Tony Award nominiert.
Daneben hatte sie schon seit Mitte der 1960er Jahre auch gelegentliche Fernsehrollen, aber erst in den 1970er Jahren häuften sich dort die Rollen. Sie trat als Gaststar in verschiedenen Fernsehserien wie Der Sechs-Millionen-Dollar-Mann, Ironside oder FBI auf. 1982 erhielt sie einen Emmy-Award für das Fernsehspiel The Elephant Man. Sie wurde in späteren Jahren für weitere fünf Emmys nominiert, unter anderem für das auf dem Drama von Tennessee Williams basierende Fernsehspiel Die Katze auf dem heißen Blechdach sowie für Gastauftritte in Serien NYPD Blue und Emergency Room.
Zu ihren vergleichsweise wenigen Rollen in Spielfilmen gehören unter anderem Verschwörung im Schatten, Die Unbestechlichen sowie Die Beverly Hillbillies sind los!.

## Filmografie (Auswahl)

### Fernsehserien
- 1964: Preston & Preston (The Defenders, Fernsehserie, eine Folge)
- 1974: Der Sechs-Millionen-Dollar-Mann (The Six Million Dollar Man, eine Folge)
- 1974, 1975: Barnaby Jones (Fernsehserie, 2 Folgen)
- 1983: Simon & Simon (eine Folge)
- 1985: Love Boat (The Love Boat, zwei Folgen)
- 1988: Matlock (eine Folge)
- 1988, 1993: Mord ist ihr Hobby (Murder, She Wrote, zwei Folgen)
- 1990: Columbo (eine Folge)
- 1992: Zurück in die Vergangenheit (Quantum Leap, eine Folge)
- 1994–1995: Melrose Place (fünf Folgen)
- 1995: Emergency Room – Die Notaufnahme (ER, eine Folge)
- 1998: Law & Order (eine Folge)
- 2002, 2005: Für alle Fälle Amy (Judging Amy, zwei Folgen)

## Broadway
- 1962: The Moon Beseiged
- 1963: Barefoot in the Park
- 1966: Cabaret
- 1970: Applause
- 1976: Rex
- 1997: An American Daughter
- 2000: The Dinner Party
- 2008: Dividing the Estate

## Auszeichnungen
- 1970: Tony-Award-Nominierung für Applause
- 1976: Tony-Award-Nominierung für Rex
- 1982: Emmy-Award für The Elephant Man
- 1985: Emmy-Nominierung für Cat on a Hot Tin Roof
- 1991: Emmy-Nominierung für China Beach
- 1992: Emmy-Nominierung für Miss Rose White
- 1994: Emmy-Nominierung für NYPD Blue
- 1995: Tony-Award-Nominierung für Three Viewings
- 1996: Emmy-Nominierung für Emergency Room
- 1999: Tony-Award-Nominierung für A New Brain
- 2001: Tony-Award-Nominierung für The Dinner Party